# Наутилус (лазерная ПРО)
«Наутилус» (амер. офиц. назв. THEL или MTHEL, сокр. от англ. (Mobile) Tactical High-energy Laser system) — система противоракетной обороны (ПРО) на базе химического твердотельного лазера. Разработка системы велась в середине 1990-х — первой пол. 2000-х годов совместно американской компанией Northrop Grumman (тогда — TRW) и оборонными предприятиями Израиля.

## История
Разработка системы противоракетной обороны кораблей на основе высокоэнергетического лазера была инициирована ВМС США в 1970-х годах параллельно с аналогичными проектами конвенциональных систем, использующих противоракеты в качестве поражающих элементов. Разработка велась на конкурсной основе, свои проекты предложил ряд компаний американской военной промышленности, имеющих богатый опыт работы с лазерами различной мощности и предназначения. Прошли отборочный тур и были отобраны для дальнейшей проработки проекты компаний Hughes Aircraft, AVCO и TRW. По итогам отбора победил проект последней, который и был принят для дальнейшей доработки (попутно с ВМС, свою собственную программу вели ВВС США, финансировавшие работы над высокоэнергетическим лазером воздушного базирования, размещавшимся на борту тяжёлого военно-транспортного самолёта, подрядчиками ВВС выступали совместно AVCO и Rocketdyne). Полученный задел в 1990-х годах был передан командованием ВМС Управлению обороны стратегических объектов Армии США для проработки перспектив его реализации на сухопутных театрах и использован в ходе совместного американо-израильского проекта лазерной ПРО «Наутилус», ведшегося одновременно с проектом конвенциональной противоракетной системы «Хец». В указанном тандеме «Наутилус» отводилась роль средства объектовой ПРО, в то время как «Хец» была средством зонально-территориальной ПРО, обе они формировали эшелонированную систему ПРО, где «Наутилус» выступала вторым эшелоном и на неё возлагалась задача поражения ракет, преодолевших первый эшелон стратегической ПРО. Согласно отчёту командующего силами противоракетной обороны Армии США генерал-лейтенанта Малкольма О’Нила перед Комитетом Сената США по вооружённым силам, армейские лаборатории достигли определённых успехов в поражении воздушных мишеней лазером на полигоне Уайт-Сэндз, подробности не разглашались. В передвижном варианте «Наутилус» предназначалась для защиты штабов, органов управления и других объектов в оперативном тылу против крылатых ракет и БРМД, разработка велась в рамках программы «мобильных наступательных сил 2010» (Mobile Strike Force 2010). К разработке передвижного варианта «Наутилус», помимо армейских исследовательских учреждений, проявило интерес командование КМП США.

## Дальнейшее развитие
В начале 2001 года, несмотря на положительные результаты испытаний системы, руководство Израиля приняло решение о выходе из проекта, вложив в него к тому времени 400 млн долларов. Дальнейшая разработка была продолжена компанией Northrop Grumman по заказу оборонных ведомств США. Её результатом стал улучшенный вариант системы, получивший название Skyguard. В 2008 году сообщалось о её готовности к серийному производству.
На рынке вооружений Skyguard конкурирует с системой «Железный купол».